# Suzanne Blais
Pour les articles homonymes, voir Blais.
Suzanne Blais, née à Taschereau, est une infirmière auxiliaire, femme d’affaires et femme politique québécoise. 
Elle est la députée de la circonscription provinciale de Abitibi-Ouest depuis les élections générales du 1er octobre 2018.

## Biographie
Née à Taschereau, Suzanne Blais obtient son diplôme d'infirmière auxiliaire à Chicoutimi en 1978. Elle commence comme infirmière auxiliaire à l'hôpital Hôtel-Dieu d'Amos en 1979.
Le 5 avril 1995, elle devient propriétaire de Spécialités Frérot Sœurette, une boutique spécialisée dans les vêtements pour enfants et pour dames à Amos et quitte son emploi à l'hôpital,.

### Carrière politique
Le 23 juillet 2018, François Legault, chef de la Coalition avenir Québec, annonce Suzanne Blais comme candidate de sa formation dans la circonscription d'Abitibi-Ouest lors des élections d'octobre à l'automne. Dans une lutte serrée, elle remporte l'élection en battant son adversaire péquiste, Sylvain Vachon, par 194 voix. Elle devient députée de la circonscription à l'Assemblée nationale du Québec.
Réélue en 2022, elle devient l'adjointe parlementaire pour le volet solidarité sociale de la ministre responsable de la Solidarité sociale et de l'Action communautaire, Chantal Rouleau, le 7 décembre 2022.

## Résultats électoraux
|                                                                                               | Nom                      | Parti            | Nombre de voix | %      | Maj.  |
| --------------------------------------------------------------------------------------------- | ------------------------ | ---------------- | -------------- | ------ | ----- |
|                                                                                               | Suzanne Blais (sortante) | Coalition avenir | 10 399         | 46,7 % | 5 780 |
|                                                                                               | Samuel Doré              | Parti québécois  | 4 619          | 20,8 % | -     |
|                                                                                               | Alexis Lapierre          | Québec solidaire | 3 623          | 16,3 % | -     |
|                                                                                               | François Vigneault       | Conservateur     | 2 293          | 10,3 % | -     |
|                                                                                               | Guy Bourgeois            | Libéral          | 1 153          | 5,2 %  | -     |
|                                                                                               | Jonathan Blanchette      | Union nationale  | 159            | 0,7 %  | -     |
| Total                                                                                         | Total                    | Total            | 22 246         | 100 %  |       |
| Le taux de participation lors de l'élection était de 63,7 % et 319 bulletins ont été rejetés. |                          |                  |                |        |       |

|                                                                                               | Nom                 | Parti               | Nombre de voix | %      | Maj. |
| --------------------------------------------------------------------------------------------- | ------------------- | ------------------- | -------------- | ------ | ---- |
|                                                                                               | Suzanne Blais       | Coalition avenir    | 7 680          | 34,1 % | 194  |
|                                                                                               | Sylvain Vachon      | Parti québécois     | 7 486          | 33,3 % | -    |
|                                                                                               | Rose Marquis        | Québec solidaire    | 3 735          | 16,6 % | -    |
|                                                                                               | Martin Veilleux     | Libéral             | 2 546          | 11,3 % | -    |
|                                                                                               | Stéphane Lévesque   | Citoyens au pouvoir | 388            | 1,7 %  | -    |
|                                                                                               | Yan-Dominic Couture | Vert                | 254            | 1,1 %  | -    |
|                                                                                               | Eric Lacroix        | Conservateur        | 248            | 1,1 %  | -    |
|                                                                                               | Maxim Sylvestre     | Indépendant         | 172            | 0,8 %  | -    |
| Total                                                                                         | Total               | Total               | 22 509         | 100 %  |      |
| Le taux de participation lors de l'élection était de 64,7 % et 372 bulletins ont été rejetés. |                     |                     |                |        |      |